# Cầu diệp có cờ
Cầu diệp có cờ (danh pháp hai phần: Bulbophyllum comosum) là một loài phong lan thuộc chi Bulbophyllum.